# 211 Eskadra Bombowa
211 (11) eskadra bombowa – pododdział lotnictwa bombowego Wojska Polskiego w II Rzeczypospolitej.
Sformowana w 1925 jako 14 eskadra lotnicza. W 1928 przemianowano eskadrę na 211 eskadrę niszczycielską nocną, a w 1932 na „bombową”. W kampanii wrześniowej 211 eskadra bombowa walczyła  w składzie Brygady Bombowej.
Godło eskadry:
- biały kwadrat na tle czerwonego kwadratu z białą obwódką na samolotach Breguet
- pelikan na tle jasnoniebieskiego koła ze srebrną obwódką.

## Formowanie, zmiany organizacyjne i szkolenie
W 1925 w 1 pułku lotniczym sformowano 14 eskadrę lotniczą. Wraz z 13 eskadrą utworzyła II dywizjon lotniczy.
W pierwszej fazie formowania występowały duże trudności ze skompletowaniem personelu latającego i naziemnego, a także podstawowego sprzętu.
Eskadra otrzymała kilka mocno już wyeksploatowanych i niezbyt sprawnych samolotów Breguet XIV. W końcu 1925 przydzielono jej cztery samoloty Potez XV B2 typ II, przystosowane do bombardowania nocnego.
Rozkazem  MSWojsk. Departamentu Żeglugi Powietrznej L.dz. 505/tjn. Og. Org. z 18 maja 1926 przemianowano II dywizjon lotniczy na II dywizjon niszczycielski. Przejściowo, do czasu zakupu właściwego sprzętu, eskadra otrzymała kilka lekkich bombowców Breguet XIX B2, przystosowanych do lotów w nocy.
Rozkazem MSWojsk. Biuro Og. Org. L.dz. 412/tjn.Org. z 2 sierpnia 1928 przemianowano 14 eskadrę II dywizjonu niszczycielskiego 1 pułku lotniczego na 211 eskadrę niszczycielską nocną. Etatowe wyposażenie stanowiło 6 samolotów. Ponadto z dniem 1 września 1928 w skład 211 eskadry wszedł pluton reflektorów pod dowództwem ppor. obs. Leonarda Tymińskiego.
Pod koniec roku przydzielono eskadrze kilka samolotów Farman „Goliath”. Ten typ samolotów nie spełniał jednak oczekiwań dowództwa. Podjęto starania o zakup bardziej nowoczesnego sprzętu. Wybór padł na 3-silnikowe samoloty Fokker F-VIIB/3m produkcji holenderskiej. W oparciu o zakupioną licencję rozpoczęto produkcję tych maszyn w Zakładach Mechanicznych E. Plage i T. Laśkiewicz w Lublinie.
W maju 1929 eskadra szkoliła się na poligonie Modlin. W lipcu jeden z kluczy wyposażony był w samoloty Fokker, a drugi w Farman „Goliath”. W tym składzie eskadra brała udział w zorganizowanych po raz pierwszy w Polsce ćwiczeniach obrony przeciwlotniczej w okolicach Dęblina. Od połowy października 1929 w eskadrze funkcjonował kurs nocnego pilotażu dla pilotów 1 pułku lotniczego.
Od stycznia 1930 w eskadrze wprowadzono obowiązkowe stosowanie spadochronów podczas wszystkich lotów na samolotach jedno i wielomiejscowych.
W lipcu załogi Fokkerów odbyły szkołę ognia lotniczego w Grudziądzu-Grupie. Zrealizowano pełny program wyszkolenia strzeleckiego i bombardierskiego.
W czerwcu 1931, w ramach imprez organizowanych z okazji „Tygodnia Ligi Obrony Powietrznej i Przeciwgazowej”, na lotnisku mokotowskim  wystawiono dla zwiedzających 1 samolot Farman „Goliath” i 1 Fokker. Ponadto wykonano pozorowane bombardowanie lotniska mokotowskiego przy użyciu klucza Farmanów i klucza Fokkerów.
We wrześniu eskadra zrealizowała szkołę ognia lotniczego na poligonie Grudziądz. Po zakończeniu ćwiczeń cały dywizjon niszczycielski, jako pierwszy, został przesunięty z Mokotowa na nowo wybudowane i nowocześnie urządzone lotnisko Okęcie.
11 listopada, w defiladzie powietrznej urządzonej z okazji rocznicy odzyskania niepodległości, eskadra wystawiła 2 klucze Fokkerów.
Ćwiczenia zimowe 1932 odbyły się na poligonie Modlin, a w czerwcu załogi ćwiczyły bombardowanie i strzelanie na Pustyni Błędowskiej. Po powrocie na macierzyste lotnisko, kolejne ćwiczenia bombardierskie wykonano na poligonie Modlin.
W czerwcu 1932 eskadra została przemianowana 211 eskadrę bombową.
27 czerwca 1933 lotnisko Okęcie wizytował generalny inspektor Sił Zbrojnych Rumunii książę Mikołaj. Przed samolotami stały załogi: obserwator, pilot i strzelec, a za nimi obsługa naziemna: 1 mechanik i 4 szeregowych.
Latem eskadra poleciała na szkołę ognia, a potem uczestniczyła w ćwiczeniach OPL w okolicach Brześcia. Następnym etapem były wrześniowe ćwiczenia OPL w rejonie Torunia.
W 1934 załogi na samolotach Fokker uczestniczyły w letnich ćwiczeniach jednostek lotniczych na terenie Wielkopolski, zakończonych koncentracją i defiladą powietrzną eskadr w Warszawie.
Z okazji święta 3 maja w 1935 dwa klucze eskadry wzięły udział w paradzie powietrznej. W czerwcu załogi odleciały na szkołę ognia i letnie ćwiczenia w rejonie Brześcia. W tym czasie przydzielono jednostce numery taktyczne samolotów – od 82 do 87.
W czerwcu 1936 załogi szkoliły się na Pustyni Błędowskiej, a po jego zakończeniu odleciały na koncentrację lotnictwa w rejonie Poznania. Po odbyciu ćwiczeń eskadra uczestniczyła w wielkiej rewii powietrznej w Warszawie.
W tym czasie skreślono z programu szkolenia ćwiczenia nocne. We wrześniu zorganizowano kurs przeszkolenia na samoloty PZL-23 „Karaś” dla obserwatorów, a w roku następnym dla pilotów. Strzelcy samolotowi, oprócz regulaminowego szkolenia, odbywali praktykę na stacjach goniometrycznych we Lwowie, Poznaniu i Wilnie.
Latem 1937 załogi uczestniczyły w letnich ćwiczeniach na poligonie Modlin.
W 1938 eskadra otrzymała samoloty PZL-23 „Karaś”. Na nowym typie samolotów odbyła szkołę ognia lotniczego, a we wrześniu wzięła udział w dużych manewrach wojsk lądowych na Wołyniu.
W listopadzie jednostka otrzymała nazwę 211 eskadra bombowa. Dla celów szkoleniowych i treningu przydzielono jej 3 samoloty PZL-37A „Łoś”.
Wiosną 1939 przemianowano II/1 dywizjon na 210 dywizjon bombowy, a 211 eskadra pozostała w jego składzie.
W kwietniu eskadra otrzymała nową wersję „Łosi” – PZL-37B. Według nowej organizacji posiadała 3 plutony po 3 samoloty oraz 1 samolot Fokker F-VIIB do celów transportowych.

## Działania eskadry w 1939
Coroczną szkołę ognia eskadra odbyła na lotnisku Małaszewicze. Latem przydzielono jej 6 absolwentów Szkoły Podchorążych Lotnictwa. 2 lipca eskadra w składzie 210 dywizjonu wystartowała na przelot po trasie: Warszawa–Wilno–Lida–Lwów–Kraków–Poznań–Toruń–Warszawa. Według opinii fachowców samoloty na trasie o długości 1748 km dobrze zdały egzamin.

### Mobilizacja eskadry
24 sierpnia 1939 zarządzono mobilizację. Po jej zakończeniu rzut kołowy eskadry przemieścił się do Świdnika. Po rozpoznaniu lotniska okazało się, że nie nadaje się ono dla samolotów „Łoś”. W związku z tym przydzielono 210 dywizjonowi bombowemu lotnisko Ułęż, kierując tam rzut kołowy, a 31 sierpnia rzut powietrzny.

### Walki eskadry w kampanii wrześniowej

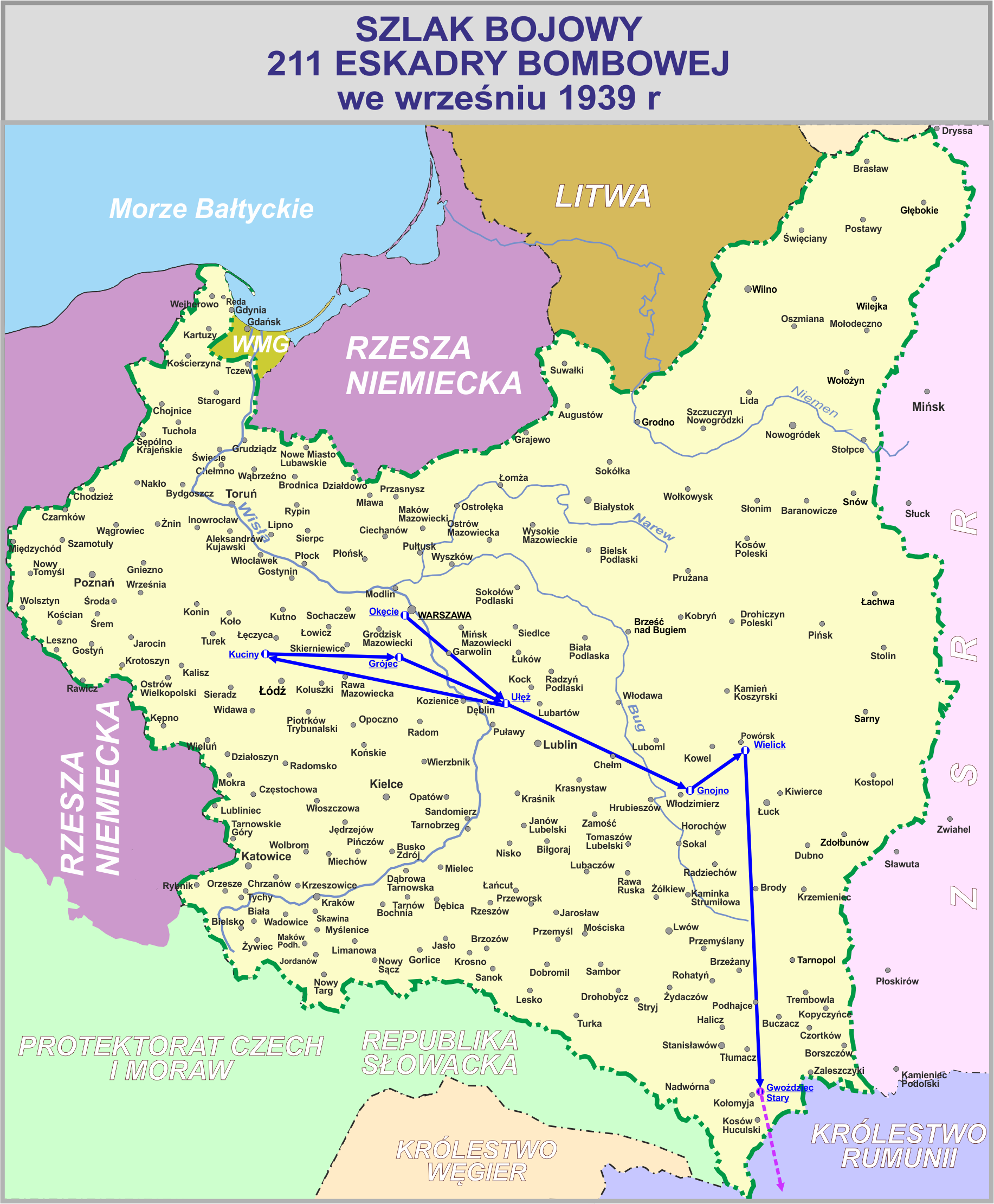

We wrześniu 1939 eskadra walczyła w składzie X dywizjonu bombowego Brygady Bombowej.
Na wyposażeniu posiadała 9 samolotów PZL.37B Łoś i PZL.37A bis Łoś oraz 2 samoloty Fokker F.VIIB/3m.
1 września we wczesnych godzinach rannych dowódca dywizjonu na zbiórce personelu potwierdził rozpoczęcie wojny polsko-niemieckiej. Nastąpiła zmiana numeracji eskadry na 11 eskadrę bombową. W pierwszym dniu wojny lotów bojowych nie było.
2 września na rozpoznanie niemieckich kolumn pancernych w rejon Częstochowy wyleciała załoga por. Sawlewicza. Wykryto kolumnę długości około 3 km i zrzucono na nią bomby. Z tym samym zadaniem poleciała załoga por. Kupidłowskiego. Bomby zrzucono na wypełnioną składami pociągów stację kolejową Vossowskie.
Wieczorem dywizjon otrzymał zapowiedź przejścia na lotnisko Gnojno-Owadno. O zmroku odleciały tam 2 Fokkery pod dowództwem por. obs. Rylskiego.
Przed północą cofnięto uprzedni rozkaz, rano 3 września eskadra odleciała na lotnisko Kuciny-Dzierżanów. W trakcie przelotu własna artyleria ostrzeliwała „Łosie”, a w rejonie Łodzi klucz polskich myśliwców wykonał na nie manewr ataku. Dostrzegając w ostatniej chwili biało-czerwone szachownice, zawrócił nagłym skrętem i powrócił w rejon patrolowania.
O 9.00 w rejon Częstochowy wystartowała załoga por. Miondlikowskiego. Tam, na szosie Częstochowa-Radomsko, zlokalizowała długą kolumnę pancerną.
Pozostałe załogi eskadry oczekiwały na rozkaz startu na bombardowanie. W międzyczasie z Gnojna ściągnięto Fokkery ze sprzętem i obsługą. Z Ułęża zabrano dodatkową ekipę mechaników i o zmierzchu wylądowano w Kucinach. Z uwagi na zapadający wieczór, bombardowania nie przeprowadzono. Trzeci dzień załogi spędzały czas w rowach przeciwodłamkowych, a bombardowań całością sił nie było.
4 września nadszedł rozkaz by zbombardować niemiecki korpus pancerny w rejonie Częstochowa–Wieluń–Sieradz. Na rozpoznanie i zlokalizowanie nieprzyjacielskich kolumn pancernych wystartowała załoga: por. Górniak, plut. Bonkowski oraz strzelcy strz. Zejdler i kpr. Puchała. Załoga rozpoznała cel, zrzuciła bomby, ale w drodze powrotnej atakowana przez trzy Me 109 zmuszona była awaryjnie lądować. Zginęli obserwator – por. Górniak i radiotelegrafista – kpr. Puchała.
W tym czasie osiem samolotów eskadry wyruszyło po raz pierwszy na zespołowe bombardowanie niemieckich formacji pancernych na szosach Wieluń–Sieradz i Wieluń–Radomsko. „Łosie” zabrały tylko po 800 kg bomb, ale zadanie wykonano z dobrym wynikiem i bez strat własnych.  Około 13.00 nastąpił ponowny start wszystkich sprawnych maszyn na ten sam cel. Tym razem jednostki pancerne osłaniane były przez niemieckie myśliwce. Na skutek uszkodzenia samolotu załoga por. Bokowca przymusowo lądowała koło Łęczycy. Do jednostki dotarła 6 września.
Dowódca dywizjonu, licząc się z możliwością ujawnienia lotniska przez miejscową V kolumnę, zapowiedział zmianę m.p. na lądowisko pod Grójcem.
Wczesnym popołudniem lotnisko Kuciny zostało zbombardowane przez niemieckie bombowce. Zapalono skład benzyny i bomb. Wśród personelu powstała panika i część załóg rozpierzchła się po lesie. Odłamki bomb raniły kpr. Liszewskiego w rękę. Po bombardowaniu udało się skompletować 6 załóg i odlecieć na lądowisko Drwalew.
Po wylądowaniu na lądowisku Drwalew por. Miondlikowski dotarł w nocy do sztabu Brygady Bombowej i złożył płk. dypl. obs. Władysławowi Hellerowi meldunek sytuacyjny. Dowódca brygady rozkazał, by X dywizjon bombowy natychmiast przegrupował się na lotnisko Ułęż.
4 i 5 września bombardowano cele przemieszczając się jednocześnie do Ułęża.
Podczas ewakuacji lotniska Kuciny dziewięć Me-109 ostrzelało pole wzlotów i zaatakowało startującego Fokkera.
Bolesław Szczepański tak opisał to zdarzenie:

„... Po przebyciu około 20 km natknęliśmy się na 9 myśliwskich samolotów niemieckich Me-109, które dochodziły nas z tyłu. Byliśmy na wysokości około 350 metrów. Niemcy będąc o wiele wyżej rozdzielili się na dwie grupy: 6 samolotów wzniosło się ponad nami, pozostałe podeszły od dołu z tyłu i one właśnie będąc w „polu martwym” oddały do nas serie z działek pokładowych i km-ów. Zostaliśmy trafieni: kpt. Baliński w brzuch, a ja–w podstawę palców lewej stopy. O jakiejkolwiek obronie nie było mowy. Zaczęliśmy łagodnie (mówiąc delikatnie) spadać. Dzięki przytomności plut. pil. Pieniążka z zimną krwią i opanowaniem doprowadził Fokkera do niezbyt stromego zetknięcia z ziemią. Po kapotażu samolot uległ rozbiciu. Niemcy strzelali dalej chcąc samolot zapalić. Podczas wyczołgiwania się spod samolotu do pobliskiego stogu zboża zostałem trafiony w prawy łokieć. Gdy Niemcy odlecieli, miejscowi ludzie zabrali nas do wsi Puczniew n. Nerem (ok. 30 km na zachód od Łodzi). Kpt. Baliński był w stanie agonalnym. Przybyły lekarz wojskowy zabrał mnie i plut. Pieniążka do szpitala wojskowego w Łodzi ...”

W tym dniu lądujący por. Szponarowicz z 212 eskadry bombowej uszkodził „Łosia” należącego do 211 eskadry. Nazajutrz rano kolejny atak messerschmittów zniszczył ten samolot.
6 września X dywizjon bombowy otrzymał rozkaz przesunięcia na lotnisko Gnojno-Owadno w celu odpoczynku pilotów oraz uzupełnienia strat i odtworzenia gotowości bojowej. Odlot 6 „Łosi” eskadry nastąpił po południu. Wcześniej poleciała tam Fokkerem czołówka techniczna. Rzut kołowy pozostał w Ułężu. W Gnojnie odpoczywano do 7 września.
8 września przyszedł rozkaz powrotu dywizjonu na lotnisko Ułęż. Powracające samoloty miały zbombardować niemieckie zgrupowanie pancerne w rejonie Różana. Około 12.00 startowały pojedyncze samoloty do Ułęża. W kilka minut po starcie wróciła z Ułęża załoga rozpoznawcza por. Sawlewicza meldując, że rzutu kołowego nie ma już w Ułężu, a pole wzlotów jest zdewastowane bombardowaniami. Wobec takiej sytuacji przesunięcie do Ułęża odwołano.
W tym czasie samolot por. Matyska bombardował niemieckie oddziały zmotoryzowane pod Łańcutem. Pociski obrony przeciwlotniczej uszkodziły dętkę koła samolotu. Pilot wylądował w Ułężu, gdzie czekał aż do 11 września na wymianę uszkodzonego koła.
9 września eskadra zadań bojowych nie wykonywała.
10 września rano przybył do Gnojna rzut kołowy eskadry. Około 11.00 wystartowały dwie załogi eskadry z zadaniem rozpoznania rejonów: Jaworów, Przemyśl, Jasło, Przeworsk i Jarosław. Wykryto kolumny zmotoryzowane na szosach Radymno Jaworów i Przeworsk-Rzeszów. Ze względu na przegląd techniczny samolotów, na bombardowanie poleciała jedynie załoga por. Sawlewicza.
Rano 11 września załogi: kpt. obs. Omylaka, por. obs. Miondlikowskiego, por. Kupidłowskiego, ppor. obs. Kopińskiego i ppor. obs. Mrozowskiego bombardowały z dobrym skutkiem kolumnę pancerną na szosie Przeworsk−Jarosław. Wszystkie załogi powróciły bez strat.
O godz. 11.00 załogi kpt. Omylaka i por. Miondlikowskiego rozpoznawały rejony Przemyśl, Jaworów, Jasło. Natomiast wysłana około 17.00 w rejon Jarosławia załoga: ppor. Mrozowskiego w locie powrotnym nad Pawłosiowem zaatakowana została przez 3 Me-109. Skokiem ze spadochronem uratowali się jedynie pchor. Przywara i kpr. Zieliński. Zginęli: ppor. Mrozowski i kpr. Edmund Kobyliński. W tym czasie załoga por. obs. Sawlewicza bombardowała na szosie Radymno–Jaworów niemieckie jednostki 2 Dywizji Pancernej, a załoga pchor. Zwierzańskiego rozpoznawała rejon Rawy Ruskiej.
Wczesnym rankiem 12 września załoga ppor. obs. Kopińskiego rozpoznawała rejon Gródek Jagieloński–Przemyśl–Jarosław–Krakowiec. Wykryto kolumnę pancerno-motorową długości kilkunastu kilometrów. W tym czasie samolot por. Matyska-Orszy w czasie przelotu po trasie Ułęż–Gnojno bombardował oddziały niemieckie na szosie Radom-Kozienice. O 8.00 wystartowały załogi por. Kupidłowskiego, Miondlikowskiego, Sawlewicza, pchor. Hebdy, Zwierzańskiego i powtórnie ppor. obs. Kopińskiego i atakowały bombami rozpoznane wcześniej formacje nieprzyjaciela. W trakcie bombardowania i w locie powrotnym polskie samoloty były atakowane i ścigane przez Messerschmitty. Nad Miękiszem Starym został zestrzelony „Łoś” por. obs. Kupidłowskiego z pchor. pil. Sierpińskim oraz strzelcami – kpr. Koniuszewskim i Mazurem. Cała załoga zginęła.
O 15.00 poleciały na bombardowanie załogi pchor. obs. Hebdy i por. obs. Rewkowskiego. Wróciły bez strat. Załoga por. Sawlewicza bombardowała niemieckie oddziały zmotoryzowane na szosie Jaworów–Rawa Ruska.
13 września przed południem eskadrę wizytował dowódca Brygady Bombowej płk. Heller. Po południu klucz „Łosi” z załogami por. Rewkowskiego i ppor. Kopińskiego bombardował kolumnę pancerno-motorową na szosie Zamość–Hrubieszów, w rejonie Miączyna. W locie powrotnym, przy stale pogarszających się warunkach atmosferycznych, lecąc na postrzelanym samolocie, załoga ppor. Kopińskiego wyskoczyła na spadochronach dołączając w Wielicku do jednostki. Pozostałe załogi lądowały bez strat w Gnojnie.
Następnego dnia samoloty X dywizjonu bombowego odleciały do Wielicka. Na skutek złych warunków atmosferycznych nie wykonywano bombardowań.
15 września na lotnisku Wielick lądowały zarówno samoloty innych eskadr, jak i inne różnego typu samoloty szkolne, ewakuujące się z północno-zachodnich regionów kraju. Tego też dnia plut. Pieniążek przyprowadził 1 „Łosia” jako uzupełnienie eskadry. Zadań bojowych nie wykonywano, a eskadra otrzymała rozkaz przesunięcia na lądowisko Gwoździec Stary. Rzut powietrzny odleciał w godzinach rannych następnego dnia do Gwoźdźca, a kołowy odjechał w kierunku Krzemieńca.
Rano 17 września na wyszukanie lotniska w rejonie Buczacza polecieli ppor. Kramarz i ppor. Pełka. W trakcie rozpoznawania zauważyli kolumnę wojsk sowieckich. Ppor. Kramarz wylądował w pobliżu maszerującego oddziału. Po krótkiej rozmowie został zatrzymany przez jego dowódcę. Podporucznik Pełka, który oczekiwał w kabinie na powrót Kramarza, nie dał się zwieść „przyjacielskim” gestom sowieckich żołnierzy i szybko wystartował. O zaistniałym zdarzeniu i zatrzymaniu ppor. Kramarza zameldował dowódcy dywizjonu.
Po południu dowódca brygady nakazał odlot wszystkich sprawnych samolotów do Rumunii. O 17.30 odleciało do Czerniowiec pięć „Łosi” eskadry. Rzut kołowy, jadąc przez Kołomyję, pojedynczymi wozami w nocy 19 września przekroczył granicę polsko-rumuńską.
| Działania eskadry | Działania eskadry | Działania eskadry | Działania eskadry |
| ----------------- | --- | --- | --- |
|                   | Loty bojowe | Tonaż bomb | Zestrzelenia |
| 36                | 31 ton | 1 samolot Me-109 | |
| Straty eskadry    | | | |
| Polegli           | por. Górniak, por. Kupidłowski, ppor. Mrozowski, pchor. Sierpiński, kpr.Kobyliński, kpr. Koniuszewski, kpr. Mazur, kpr. Puchała | por. Górniak, por. Kupidłowski, ppor. Mrozowski, pchor. Sierpiński, kpr.Kobyliński, kpr. Koniuszewski, kpr. Mazur, kpr. Puchała | por. Górniak, por. Kupidłowski, ppor. Mrozowski, pchor. Sierpiński, kpr.Kobyliński, kpr. Koniuszewski, kpr. Mazur, kpr. Puchała |
| Ranni             | kpr. Liszewski | kpr. Liszewski | kpr. Liszewski |
| Zaginieni         | ppor. Kramarz, pchor. Przywara, kpr. Bychowski, kpr. Rycharski, kpr. Wójcik, kpr. Zieliński.                                    | ppor. Kramarz, pchor. Przywara, kpr. Bychowski, kpr. Rycharski, kpr. Wójcik, kpr. Zieliński.                                    | ppor. Kramarz, pchor. Przywara, kpr. Bychowski, kpr. Rycharski, kpr. Wójcik, kpr. Zieliński.                                    |
| Samoloty          | | | |
| Stan              | Uzupełnienie | Zniszczone | Ewakuacja |
| 9 PZL.37 Łoś      | 1 | 5 | 5 |

## Personel eskadry
| Stopień   | Imię i nazwisko        | Okres pełnienia służby |
| --------- | ---------------------- | ---------------------- |
| por. pil. | Stefan Micewski        | 1925 – 1926            |
| kpt. pil. | Witold Rutkowski       | 1926 – 18 IV 1931      |
| kpt. obs. | Kazimierz Radziejewski | 18 IV 1931 – X 1931    |
| kpt. pil. | Karol Kaczmarczyk      | X 1931 – 1 X 1933      |
| kpt. obs. | Henryk Dąbrowski       | 1 X 1933 – 22 XI 1934  |
| kpt. obs. | Józef Mroczkiewicz     | 22 XI 1934 – 1 XI 1937 |
| kpt. pil. | Stefan Floryanowicz    | 1 XI 1937 – 15 XI 1938 |
| kpt. obs. | Franciszek Omylak      | 15 XI 1938 – IX 1939   |

| Stanowisko         | Stopień, imię i nazwisko                | Przydział we wrześniu 1939 |
| ------------------ | --------------------------------------- | -------------------------- |
| dowódca eskadry    | kpt. Franciszek Kazimierz Omylak        | dowódca eskadry            |
| zastępca dowódcy   | por. Alfons Miondlikowski               |                            |
| oficer techniczny  | p.o. ppor. Ludwik Ryszard Dominikowski  |                            |
| starszy obserwator | por. Kazimierz Bokowiec                 |                            |
| starszy pilot      | ppor. Władysław Kramarz                 |                            |
| obserwator         | por. Zdzisław Bolesław Michał Górniak   |                            |
| obserwator         | por. Franciszek Kupidłowski             |                            |
| obserwator         | por. Henryk Sawlewicz                   |                            |
| obserwator         | ppor. piech. Florian Jerzy Jan Kopiński |                            |
| obserwator         | ppor. piech. Edmund Mrozowski           |                            |

| Dowództwo eskadry             | Dowództwo eskadry                  | Dowództwo eskadry                  |
| Stanowisko                    | Stopień imię i nazwisko            | Stopień imię i nazwisko            |
| ----------------------------- | ---------------------------------- | ---------------------------------- |
| dowódca eskadry               | kpt. obs. Franciszek Omylak        | kpt. obs. Franciszek Omylak        |
| oficer taktyczno-operacyjny   | por. obs. Alfons Miondlikowski     | por. obs. Alfons Miondlikowski     |
| oficer techniczny             | ppor. techn. rez. Kazimierz Treger | ppor. techn. rez. Kazimierz Treger |
| szef mechaników               | st. majster wojsk. Stefan Dworak   | st. majster wojsk. Stefan Dworak   |
| szef administracyjny          | st. sierż. Andrzej Neuman          | st. sierż. Andrzej Neuman          |
| Załogi samolotów              |                                    |                                    |
| Piloci                        | Obserwatorzy                       | Strzelcy pokładowi                 |
| por. Kazimierz Bokowiec       | ppor. Władysław Kramarz            | sierż. Mieczysław Chanecki         |
| por. Zdzisław Górniak †       | chor. Jan Walczak                  | sierż. Feliks Łazowski             |
| por. Franciszek Kupidłowski † | pchor. Stanisław Przywara          | sierż. Aleksander Zejdler          |
| por. Jan Orsza-Matysek        | pchor. Stanisław Sierpiński †      | kpr. Jan Bychowski                 |
| por. Stanisław Rewkowski      | plut. Roman Bonkowski              | kpr. Zbigniew Idzikowski           |
| por. Henryk Sawlewicz         | plut. Józef Kaźmierczak            | kpr. Edmund Kobyliński †           |
| ppor. Jerzy Kopiński          | plut. Julian Pieniążek             | kpr. Henryk Koniuszewski †         |
| ppor. Edmund Mrozowski †      | plut. Adam Weiss                   | kpr. Bernard Kowalski              |
| pchor. Józef Hebda            | kpr. Gerhard Goebel                | kpr. Franciszek Kowalski           |
| pchor. Tadeusz Ołpiński       | kpr. Marian Kleinschmidt           | kpr. Józef Martyniec               |
| pchor. Włodzimierz Osiatyński | kpr. Stanisław Liszewski           | kpr. Klemens Mazur †               |
| pchor. Stanisław Zwierzański  |                                    | kpr. Zdzisław Pieczyński           |
|                               | kpr. Franciszek Przysło            |                                    |
| kpr. Stefan Rycharski         |                                    |                                    |
| kpr. Kazimierz Sawicz         |                                    |                                    |
| kpr. Bolesław Sobieszczuk     |                                    |                                    |
| kpr. Józef Szczepański        |                                    |                                    |
| kpr. Jan Wanciszewicz         |                                    |                                    |
| kpr. Stanisław Wójcik         |                                    |                                    |
| kpr. Roman Wysocki            |                                    |                                    |
| kpr. Józef Zieliński          |                                    |                                    |
| kpr. rez. Dyonizy Budnicki    |                                    |                                    |

## Samoloty eskadry
Uzbrojenie eskadry w 1939 stanowiło 9 samolotów bombowych PZL.37B Łoś.

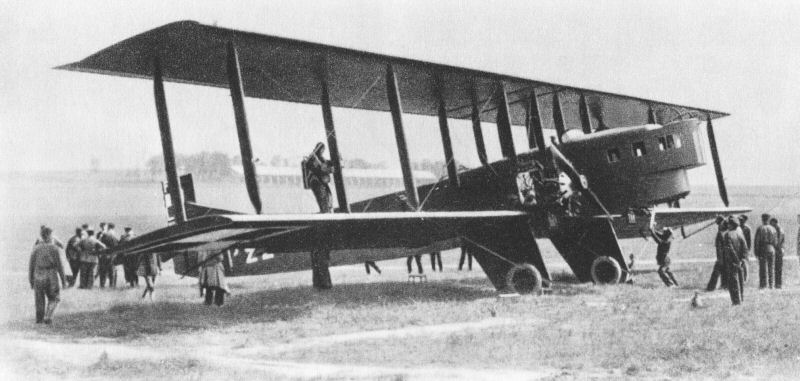
Farman „Goliath”
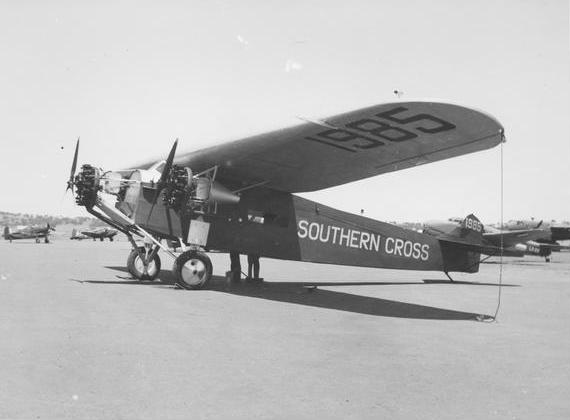
Fokker F.VII
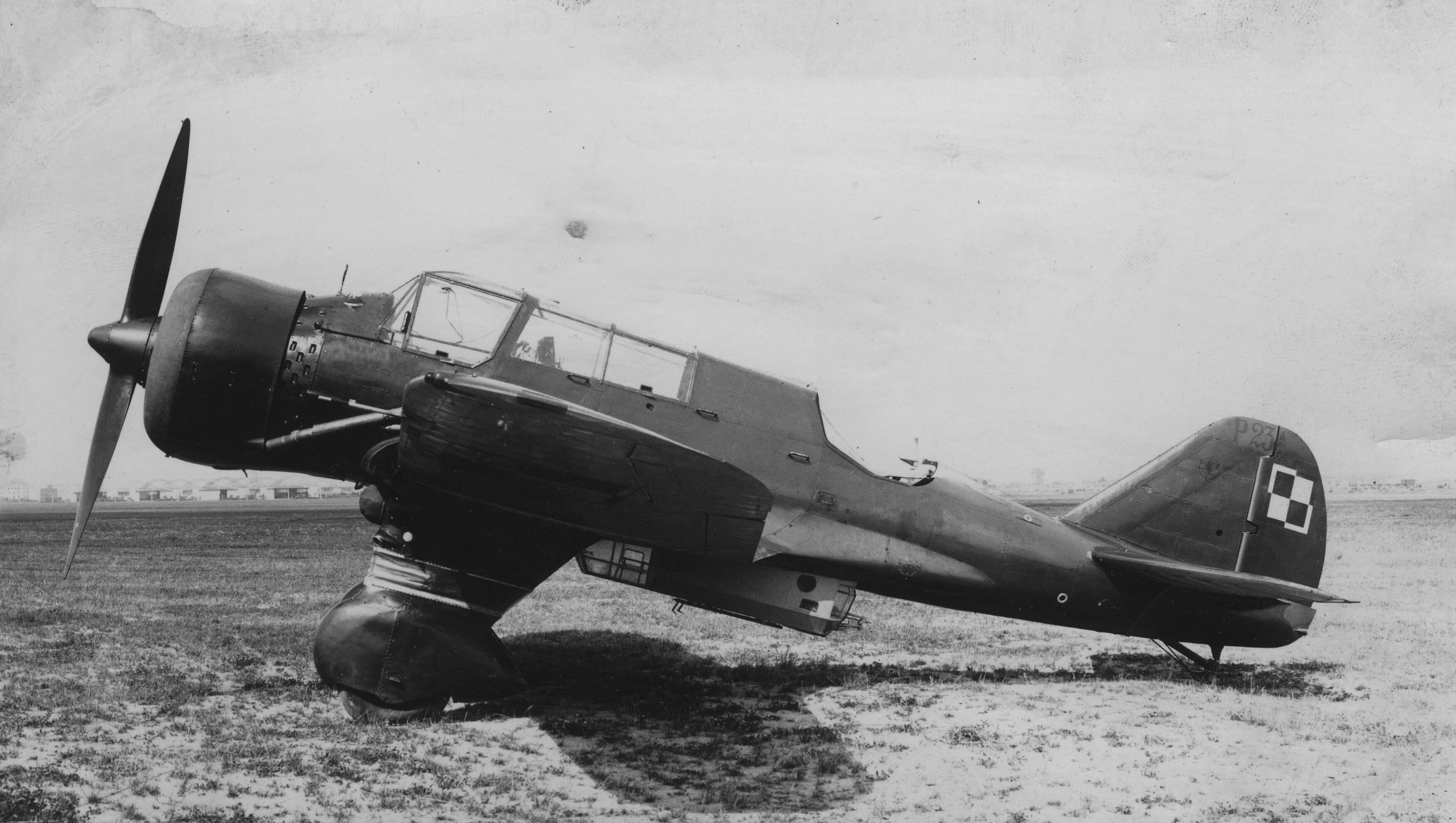
PZL.23 Karaś
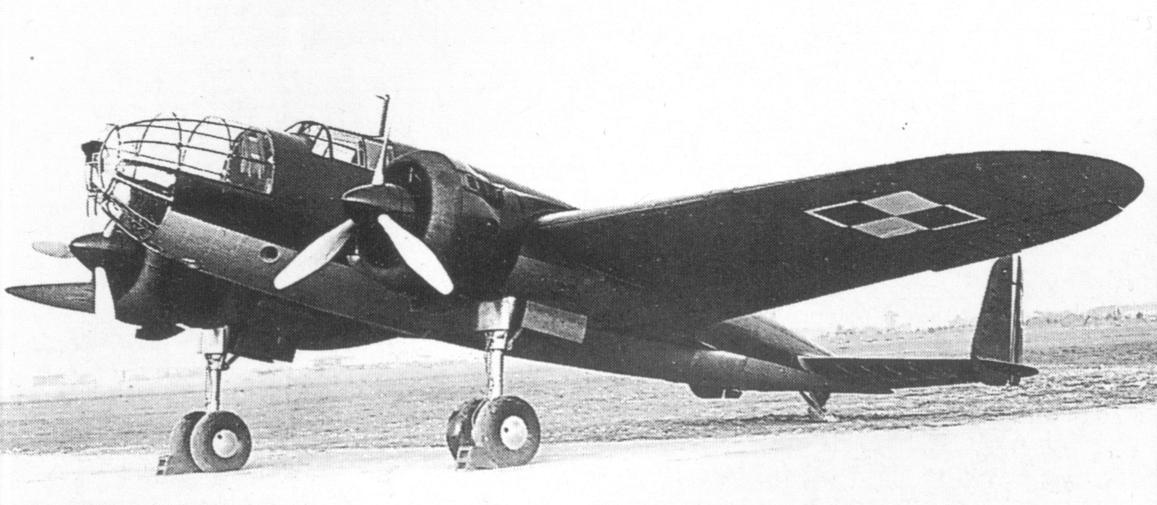
PZL.37 Łoś

| Nazwy jednostki i daty sformowania, przeformowań i rozformowania | Nazwy jednostki i daty sformowania, przeformowań i rozformowania | Nazwy jednostki i daty sformowania, przeformowań i rozformowania | Nazwy jednostki i daty sformowania, przeformowań i rozformowania | Nazwy jednostki i daty sformowania, przeformowań i rozformowania | Nazwy jednostki i daty sformowania, przeformowań i rozformowania | Nazwy jednostki i daty sformowania, przeformowań i rozformowania | Nazwy jednostki i daty sformowania, przeformowań i rozformowania | Nazwy jednostki i daty sformowania, przeformowań i rozformowania | Nazwy jednostki i daty sformowania, przeformowań i rozformowania | Nazwy jednostki i daty sformowania, przeformowań i rozformowania | Nazwy jednostki i daty sformowania, przeformowań i rozformowania | Nazwy jednostki i daty sformowania, przeformowań i rozformowania |
| ---------------------------------------------------------------- | ---------------------------------------------------------------- | ---------------------------------------------------------------- | ---------------------------------------------------------------- | ---------------------------------------------------------------- | ---------------------------------------------------------------- | ---------------------------------------------------------------- | ---------------------------------------------------------------- | ---------------------------------------------------------------- | ---------------------------------------------------------------- | ---------------------------------------------------------------- | ---------------------------------------------------------------- | ---------------------------------------------------------------- |
| 1925                                                             | 14 eskadra lotnicza                                              | 1926                                                             | 14 eskadra niszczycielska                                        | 1928                                                             | 211 eskadra niszczycielska N                                     | 211 eskadra niszczycielska N                                     | XI 1938                                                          | 211 eskadra bombowa                                              | 211 eskadra bombowa                                              | VIII 1939                                                        | 11 eskadra bombowa                                               | IX 1939                                                          |
| II dywizjon lotniczy                                             | II dywizjon lotniczy                                             | II dywizjon niszczycielski                                       | II dywizjon niszczycielski                                       | II dywizjon niszczycielski                                       |                                                                  | II/1 dywizjon bombowy                                            | II/1 dywizjon bombowy                                            | III 1939                                                         | 210 dywizjon bombowy                                             | X dywizjon bombowy                                               | X dywizjon bombowy                                               | X dywizjon bombowy                                               |

## Wypadki lotnicze
W okresie funkcjonowania eskadry miały miejsce następujące wypadki lotnicze zakończone obrażeniami lub śmiercią pilota:
- 31 lipca 1928 podczas lądowania w Bagdadzie zginął jeden z pionierów lotów nocnych w Polsce, a zarazem doskonały wykładowca – instruktor por. pil. obs. Kazimierz Szałas.
- 13 grudnia 1938, wraz z dowódcą II/l dywizjonu bombowego mjr. pil. Lotariuszem Arctem, zginął w katastrofie lotniczej kpr. strz. samol. Włodzimierz Pieregut.
- 15 maja 1939 zginął w wypadku lotniczym, oddelegowany z eskadry jako instruktor kursu pilotażu na samolotach „Łoś”, sierż. pil. Józef Nawrot.